# Martin Kern (Volleyballspieler)
Martin Kern (* 28. Februar 1981 in Tübingen) ist ein deutscher Volleyball- und Beachvolleyballspieler.

## Karriere Halle
Kern ist seit 1997 im Hallenvolleyball aktiv. Ab 2003 spielte er beim Regionalligisten TuS Schladern, mit dem er 2005 in die 2. Bundesliga aufstieg. 2006 wechselte der Mittelblocker zum Regionalligisten TSV Bayer 04 Leverkusen, mit dem ihm 2009 als Mannschaftsführer erneut der Aufstieg in die 2. Liga gelang. 2011 übernahmen die TSG Solingen Volleys den Zweitligaplatz, bei denen Kern bis 2014 spielte und Kapitän war.

## Karriere Beach
Kern war seit 2000 auch im Beachvolleyball aktiv. Bis 2004 spielte er an der Seite von Stefan Schmeckenbecher auf nationalen Turnieren. Von 2005 bis 2008 startete er mit Maarten Lammens auch auf europäischen CEV-Turnieren. Kern/Lammens belegten bei den Deutschen Meisterschaften in Timmendorfer Strand 2005 Platz neun sowie 2006 und 2007 jeweils Platz fünf.

## Berufliches
Kern ist heute Geschäftsführer einer Sportreisen-Agentur in Köln.